# Pure Vision (テレビ)
Pure Vision（ピュアビジョン）は、パイオニア（ホームAV機器事業部、後のパイオニアホームエレクトロニクス→オンキヨー&パイオニア→オンキヨーホームエンターテイメント）が2000年代に製造していたプラズマテレビのブランドである。
2007年に誕生したKURO（クロ）に引き継がれ、Pure Vision は生産・販売を終了した。

## ラインナップ

### 2001年モデル
PDP-503HD
画面サイズは50V型で、ハーフHD(1280×768)プラズマパネル搭載である。価格はオープン。チューナーは外付けである。
PDP-433HD-S
画面サイズは43V型で、ハーフHD(1024×768)プラズマパネル搭載である。価格はオープン。チューナーは外付けである。サイドスピーカー搭載。
PDP-433HD-U
画面サイズは43V型で、ハーフHD(1024×768)プラズマパネル搭載である。価格はオープン。チューナーは外付けである。アンダースピーカー搭載。

### 2002年モデル
PDP-A503HD
画面サイズは50V型で、ハーフHD(1280×768)プラズマパネル搭載である。価格はオープン。チューナーは外付けである。
PDP-A433HD-S
画面サイズは43V型で、ハーフHD(1024×768)プラズマパネル搭載である。価格はオープン。チューナーは外付けである。サイドスピーカー搭載。
PDP-A433HD-U
画面サイズは43V型で、ハーフHD(1024×768)プラズマパネル搭載である。価格はオープン。チューナーは外付けである。アンダースピーカー搭載。

### 2003年モデル
PDP-504HD
画面サイズは50V型で、ハーフHD(1280×768)プラズマパネル搭載である。価格はオープン。チューナーは外付けである。また、ホワイトモデルのPDP-504HD-W（
124万9500円）もある。
PDP-434HD
画面サイズは50V型で、ハーフHD(1280×768)プラズマパネル搭載である。価格はオープン。チューナーは外付けである。また、ホワイトモデルのPDP-434HD-W（98万7000円）もある。
PDP-434SX
画面サイズは43V型で、ハーフHD(1024×768)プラズマパネル搭載である。価格はオープン。
PDP-434TX
画面サイズは43V型で、ハーフHD(1024×768)プラズマパネル搭載である。価格はオープン。ケーブルテレビを使用しているユーザー向けのテレビのため、デジタルチューナーは搭載していない。

### 2004年モデル
PDP-615PRO
画面サイズは60V型で、ハーフHD(1365×768)プラズマパネル搭載である。価格は186万9000円。チューナーは付属しない。
PDP-505HDL
画面サイズは50V型で、ハーフHD(1280×768)プラズマパネル搭載である。価格はオープン。チューナーは外付けである。
PDP-505HDS
画面サイズは50V型で、ハーフHD(1280×768)プラズマパネル搭載である。価格はオープン。チューナーは外付けである。
PDP-435HDL
画面サイズは43V型で、ハーフHD(1024×768)プラズマパネル搭載である。価格はオープン。チューナーは外付けである。
PDP-435HDS
画面サイズは43V型で、ハーフHD(1024×768)プラズマパネル搭載である。価格はオープン。チューナーは外付けである。
PDP-435SX
画面サイズは43V型で、ハーフHD(1024×768)プラズマパネル搭載である。価格はオープン。

### 2005年モデル
PDP-506HD
画面サイズは50V型で、ハーフHD(1280×768)プラズマパネル搭載である。価格はオープン。チューナーは外付けである。
PDP-436HD
画面サイズは43V型で、ハーフHD(1024×768)プラズマパネル搭載である。価格はオープン。チューナーは外付けである。
PDP-436SX
画面サイズは43V型で、ハーフHD(1024×768)プラズマパネル搭載である。価格はオープン。

### 2006年モデル
初のフルハイビジョンモデルが発売された。
PDP-607HX
画面サイズは60V型で、ハーフHD(1365×768)プラズマパネル搭載である。価格は80万円。
PDP-5000EX
画面サイズは50V型で、フルHD(1920×1080)プラズマパネル搭載である。価格は105万円。パイオニア初のフルハイビジョン対応モデルである。チューナーは付属しない。
PDP-507HX
画面サイズは50V型で、ハーフHD(1365×768)プラズマパネル搭載である。価格はオープン。
PDP-427HXD
画面サイズは42V型で、ハーフHD(1024×768)プラズマパネル搭載である。価格はオープン。
PDP-427HX
画面サイズは42V型で、ハーフHD(1024×768)プラズマパネル搭載である。価格はオープン。

### 2007年モデル
Pure Vision 最終モデルが発売された。
PDP-A507HX
画面サイズは50V型で、ハーフHD(1365×768)プラズマパネル搭載である。価格は56万円。
PDP-A427HX
画面サイズは42V型で、ハーフHD(1024×768)プラズマパネル搭載である。価格は45万円。